# Они (фильм, 2006)
«Они» (фр. Ils) — фильм, вышедший на экраны в 2006 году. Согласно титрам, фильм основан на реальной истории — в некоторых интервью со съёмочной группой упоминалась история убийства в Румынии (хотя в некоторых источниках говорится, что это было в Чехии) тремя парнями-подростками пары из Австрии.

## Сюжет
В начале фильма происходит ДТП, в которое попадают мать и дочь. Выйдя из машины, чтобы оценить ущерб и попытаться устранить поломку -  мать исчезает. Дочь оставаясь в машине громко кричит, зовя маму. Выйдя из машины, она обходит ее и всё также громко кричит: «Мама». В ответ раздаётся странный и  пугающий её звук, после она запирается в машине. Пытаясь вызвать полицию, она не замечает, что в машине уже не одна, и в это время удавка стягивается на её шее.
Люка́ и Клементина — семейная пара французов, проживающих в Румынии, в загородном доме. По дороге домой мы видим, как Клементина проезжает мимо машины, попавшей в ДТП накануне ночью - события происходили недалеко от их дома.  Однажды ночью они просыпаются от странных звуков и предполагают, что некие люди забрались в их дом. Пара спускается вниз, на первый этаж, и затем выходит на улицу.  Люка́ пытается подойти к машине, чтобы перегнать её, так как она стоит не там, где была вечером, одновременно громко крича: «Здесь есть кто-нибудь?!». Неожиданно свет фар ослепляет его, машина разворачивается и уезжает. Сообщив в полицию об угоне, пара решает дождаться утра, как вдруг гаснет свет. Люка́ спускается в подвал для устранения неполадки, однако звук на улице привлекает внимание пары – кто-то пытается проникнуть в дом, с разных сторон. Пара поднимается на второй этаж и запирается в спальне. Спустя время Люка́ решается сделать вылазку, и разузнать, что происходит внизу. Клементина, заперевшись, остаётся в комнате, прислушиваясь к звукам вокруг. Резкие крики Люки, не оставляют сомнения - он подвергся нападению. С трудом доковыляв до двери в спальню, раненый в ногу, Люка́, оглядываясь кричит, чтобы Клементина открыла дверь, замок в которой не вовремя заел. Попав наконец в спальню, Люка́ с трудом переводит дыхание и, истекая кровью, садится у стены. В дверь начинают ломиться, пытаясь выбить замок. Пара решает укрыться в ванной комнате, забаррикадировавшись. Через отверстие в потолке ванной комнаты Клементина пробирается на чердак, а оттуда пытается выбраться из дома, но подвергается нападению…
Чудом семейной паре удаётся убежать в лес, но люди, забравшиеся в их дом, всё же настигают Люка́ и Клементину. Фильм заканчивается сообщением о том, что их тела были найдены через несколько дней. Убийцами же оказались дети от 10 до 15 лет. Самый младший из них сказал полиции, что Люка́ и Клементина просто не хотели с ними играть…

## В ролях
| Актёр            | Роль       |
| ---------------- | ---------- |
| Оливия Бонами    | Клементина |
| Микаэль Коэн     | Люка́       |
| Мария Роман      | Санда      |
| Камелиа Максим   | Мариа      |
| Хория Иоан       |            |
| Джордж Юлиан     |            |
| Адриана Мокка    | Илона      |
| Стефан Корник    | подросток  |
| Emanuel Stefanuc |            |
| Alexandru Boghiu |            |

## Производство
Съёмки проходили в Бухаресте.
Несмотря на то что в начале фильма утверждается, что «фильм основан на реальных событиях», на самом деле это городская легенда, которую авторам рассказал таксист в Чехии — согласно легенде, некая супружеская пара туристов из Австрии была убита тремя местными подростками.